# Костел Святого Олексія (Жмеринка)
Костел Святого Олексія — храм, який розташований у Жмеринці Вінницької області. Єдиний храм Римо-католицької церкви України у місті. Належить до парафії св. Олексія у Жмеринці. У неділю служби Божі відбуваються о 8:00 та 12:00 (оновлено 7.05.2016 р.). Настоятель — о. Віталій.

## Історія
Жмеринська католицька громада існувала і зростала з початком заснування Жмеринки. З 1890 року парафіяни не раз зверталися в Кам'янець-Подільський до генерал-губернатора, щоб той дозволив побудувати в місті храм, але щоразу отримували відмову від нього.

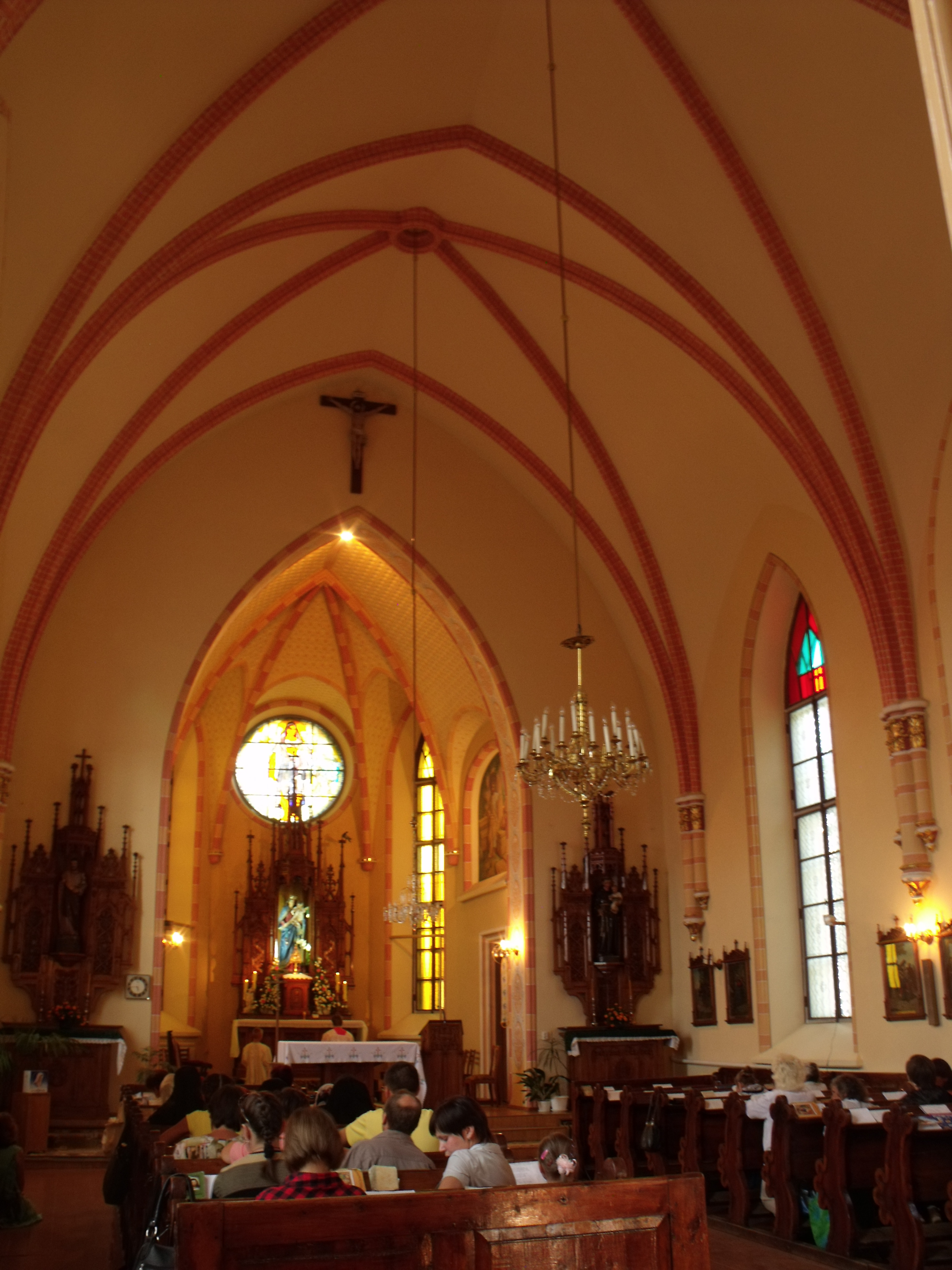
Інтер'єр костьолу

У 1904 році двоє мешканців Жмеринки, Садовський та Михальський, поїхали до Санкт-Петербурга зі зверненням до Імператора Миколи II. Після 3-х місячного очікування, вони потрапили до нього на прийом. Саме в цей час в Імператора народився син Олексій, який був хворий на ДЦП. Садовський та Михальський запропонували: якщо буде побудований храм, то буде найменований на честь Св. Олексія, і щоденно в костьолі буде проводитись служба за його здоров'я. Імператор надав дозвіл на будівництво.
З 1904 по 1910 рр. храм побудували (хоча завершувальні роботи тривали ще два роки). Він був освячений Кам'янець-Подільським єпископом. З 1912 по 1926 рр. парафія налічувала 2,5 тисяч прихожан. З 1928 по 1931 настоятелем храму був отець Садовський, якого було розстріляно НКВДистами у 1937 році.
З 1936 по 1941 храм не діяв. Літургійний одяг та всі культові обрядові предмети переховували віруючі, аж до його повторного відкриття. Щоб надати храму нерелігійний вигляд, владою було наказано скинути його високу готичну вежу з хрестом. За словами очевидців, при скидані вежі загинуло сім осіб (тих, хто займався ліквідацією костьолу).
За рішенням міськвиконкому в храмі мали відкрити електростанцію. Однак вона так і не була введена в дію, оскільки робота компресорів призвела до того, що тріснула бокова сторона будівлі. Архітектор міста порадив припинити усякі роботи. Замість електростанції було відкрито продовольчий склад.
Парафія в ці часи діяла підпільно на квартирі одного з парафіян. Службу проводив священик із Німеччини.
В період окупації міста в 1941 р. глава 20-тки Окуневський і сестра Бенедиктида Марія скликали збори вірних, на яких було вирішено звернутись до румунської влади з проханням, щоб був відкритий костьол. З вересня 1941 року його було відкрито, а силами вірян було проведено ремонт.
З 1950 по 1952 храм знову був закритим
З 1952 по 1970-ті роки в костьолі були різні настоятелі — отці Ольшевський, Вільк, Дажицький. З 1972 року настоятелем став одеський єпископ Броніслав Бернацький, який займався упорядкуванням території і проводив реставрацію храму. З 1995 року настоятель — отець Францис Погребний.